# Autorização Eletrónica de Viagem do Reino Unido
A Autorização Eletrónica de Viagem do Reino Unido (em inglês: United Kingdom Electronic Travel Authorisation, ETA) é uma autorização de viagem antecipada exigida aos cidadãos estrangeiros que pretendam visitar o Reino Unido sem visto. O sistema foi criado pelo Ministério do Interior (Home Office) e é utilizado para fazer uma verificação prévia às pessoas que pretendam viajar para o Reino Unido.
O sistema eletrónico, no âmbito da Lei de Nacionalidade e Fronteiras, funciona através de uma aplicação em linha (online) que é verificada em várias bases de dados de segurança e, caso a pessoa não tenha cometido um crime, receberá uma autorização de viagem. Se a pessoa cometeu um crime, a sua candidatura à autorização de viagem irá para uma análise mais aprofundada para decidir se lhe é concedida ou não a autorização de viagem.
É semelhante a outros sistemas eletrónicos de candidatura a autorizações de viagens já existentes no mundo, tais como o Sistema Eletrónico para Autorização de Viagem (ESTA) dos Estados Unidos, o do Canadá (eTA), o da Austrália (ETA), o da Nova Zelândia (NZeTA), o do Paquistão (ETA), o da Índia (e-Visa), o do Sri Lanka (ETA) e o da Coreia do Sul (K-ETA). Este sistema é semelhante ao Sistema Europeu de Informação e Autorização de Viagem (ETIAS) da União Europeia e do Espaço Schengen, previsto ser implementado em simultâneo com a entrada em funcionamento do ETA do Reino Unido.
A autorização de viagem via ETA do Reino Unido não determina se um viajante é admissível no Reino Unido. Os agentes das agências nacionais de imigração e proteção de fronteiras do Reino Unido – UK Visas and Immigration (UKVI), Border Force (BF), e Immigration Enforcement (IE) –, em colaboração com a Interpol, determinam a admissibilidade à chegada dos viajantes.

## História
A 9 de março de 2023, o governo do Reino Unido anunciou planos para o esquema da Autorização Eletrónica de Viagem (ETA), para substituir o esquema de Isenção de Visto Eletrónico que estava disponível para os cidadãos dos países do Conselho de Cooperação do Golfo (CCG) e, posteriormente, exigir a ETA de outros cidadãos estrangeiros que viajassem para o Reino Unido sem visto.
A 6 de junho de 2023, foi anunciado que a ETA custaria £10 (libras esterlinas) por candidato. A partir de 9 de abril de 2025, o preço aumenta para £16 (libras esterlinas).
As candidaturas à ETA foram abertas aos cidadãos do Catar a 25 de outubro de 2023 para viagens a partir de 15 de novembro de 2023, e aos cidadãos de outros países do CCG e da Jordânia a 1 de fevereiro de 2024 para viagens a partir de 22 de fevereiro de 2024. Os passaportes jordanos foram removidos do programa ETA a 10 de setembro de 2024 devido a "abuso e violações do sistema".
O Ministério do Interior anunciou que as nacionalidades isentas de visto fora da Europa poderiam solicitar a ETA do Reino Unido a partir de 27 de novembro de 2024 e poderiam utilizá-lo para viajar para o Reino Unido a partir de 8 de janeiro de 2025. As nacionalidades europeias isentas de visto poderiam solicitá-la a partir de 5 de março de 2025 e poderiam utilizá-la para viajar para o Reino Unido a partir de 2 de abril de 2025.
Inicialmente, a intenção era que todos os viajantes isentos de visto fossem obrigados a ter uma ETA, independentemente de estarem em trânsito pelo lado-ar e não a passar pelo controlo de passaportes. O Ministério do Interior do Reino Unido decidiu suspender temporariamente a exigência de manter uma ETA para voos em trânsito no lado-ar, devido ao parecer (feedback) do setor do turismo e da aviação. A isenção é monitorizada continuamente para evitar abusos ao sistema.

## Nacionalidades obrigadas à Autorização Eletrónica de Viagem do Reino Unido
A Autorização Eletrónica de Viagem do Reino Unido (ETA) é obrigatória para os nacionais dos seguintes países que viajam para o Reino Unido sem visto:
| - Andorra - Antígua e Barbuda - Argentina - Austrália - Bahamas - Bahrein - Barbados - Bélgica - Belize - Botsuana - Brasil - Brunei - Bulgária - Canadá - Chile - Costa Rica - Croácia | - Chipre - Chéquia - Dinamarca - Estónia - Finlândia - França - Alemanha - Grécia - Granada - Guatemala - Guiana - Hong Kong - Hungria - Islândia - Israel - Itália - Japão - Kiribati | - Kuwait - Letónia - Liechtenstein - Lituânia - Luxemburgo - Macau - Malta - Malásia - Maldivas - Ilhas Marshall - Maurícia - México - Micronésia - Mónaco - Namíbia - Nauru - Nova Zelândia - Países Baixos | - Nicarágua - Noruega - Omã - Palau - Panamá - Papua Nova Guiné - Paraguai - Peru - Polónia - Portugal - Roménia - Catar - São Cristóvão e Neves - Santa Lúcia - São Vicente e Granadinas - Samoa - São Marino | - Arábia Saudita - Seicheles - Singapura - Eslováquia - Eslovénia - Ilhas Salomão - Coreia do Sul - Espanha - Suécia - Suíça - Taiwan - Tonga - Tuvalu - Emirados Árabes Unidos - Estados Unidos - Emirados Árabes Unidos - Uruguai - Cidade do Vaticano (incluindo passaportes da Santa Sé) |

## Isenções
As seguintes classes de indivíduos não necessitam de uma Autorização Eletrónica de Viagem do Reino Unido (ETA):
- Cidadãos britânicos (os cidadãos duplos necessitam de um passaporte britânico válido ou de um certificado de titularidade)[29]
- Cidadãos dos Territórios de Além-Mar Britânicos (British Overseas Territories citizens)[29]
- Cidadãos britânicos (no estrangeiro)[29]
- Cidadãos britânicos de além-mar (British Overseas citizens)[30]
- Pessoas protegidas britânicas (British protected persons, BPP)[31]
- Cidadãos da República da Irlanda (exceto aqueles sujeitos a uma ordem de deportação do Reino Unido, decisão de ordem de exclusão ou proibição de viagens internacionais)
- Titulares de uma autorização de entrada ou de uma permissão para entrar ou permanecer no Reino Unido, como um visto do Reino Unido, uma autorização de residência, um estatuto pré-estabelecido ou estabelecido
- Pessoas isentas do controlo de imigração no Reino Unido
- As pessoas que são elegíveis para uma ETA e estão em trânsito pelo lado-ar do Reino Unido (temporariamente)
- Crianças que viajam na excursão escolar França-Reino Unido
- Residentes da República da Irlanda que viajam para o Reino Unido a partir de outras partes da Zona Comum de Viagens (República da Irlanda, Guernsey, Jersey e Ilha de Man)[29]